# Taylor Spatial Frame

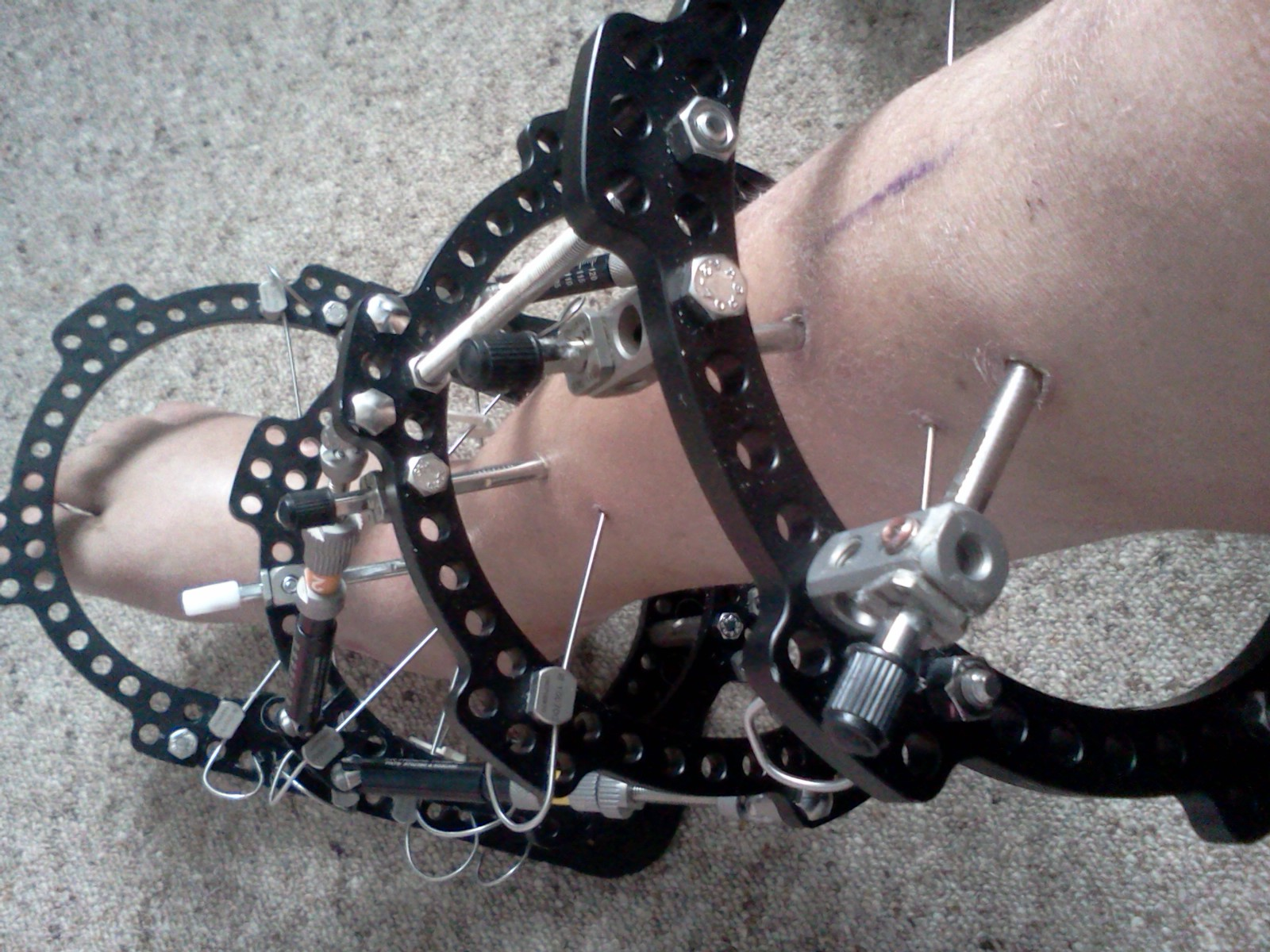
Taylor Spatial Frame

Ein Taylor Spatial Frame ist ein orthopädisches Hexapod-System, das aus zwei Ringen besteht, die mit sechs Teleskopstreben an Kardangelenken verbunden sind. Es wird verwendet, um einfache oder auch komplexe Deformitäten der Gliedmaßen zu behandeln. Durch Einstellen der Strebenlänge kann ein Ring im Verhältnis zum anderen neu positioniert werden. Der Taylor Spatial Frame Fixator korrigiert komplexe Frakturen und Deformitäten (eine 6-Achsen-Deformität) unter täglicher Anleitung eines Softwareprogramms.
Der Rahmen aus Aluminium-Ringen wird durch mehrere Stifte so befestigt, dass diese in den Knochen eingebracht werden. Die Streben können individuell verlängert oder verkürzt und so der Knochen in sechs Achsen manipuliert werden. Die Stifte bleiben in situ, bis der Knochen geheilt ist.